# Eger–Laskó–Csincse-vízrendszer
Az Eger–Laskó–Csincse-vízrendszer a Heves vármegye keleti részének és a Borsod-Abaúj-Zemplén vármegye nyugati, délnyugati részének felszíni vizeit összegyűjtő három jelentősebb vízfolyás által, patakokkal és kisebb vízfolyásokkal sűrűn átszőtt területet foglalja magában. A terület érinti a Bükk-vidék központi részét és a körülötte elhelyezkedő és egyben hozzá kapcsolódó a Heves–Borsodi-dombság és az Egri-Bükkalja, valamint az Alföld északi peremvidékét alkotó Hevesi-sík és a Borsodi-Mezőség vidékeit. A területen futó három főbb vízfolyás az Eger-patak, amely Heves vármegye északi és keleti részének vizeit gyűjti össze, a Laskó-patak, amely Heves vármegye keleti középső dombvidékének és a Poroszlótól északnyugatra eső síkvidéknek felszíni vizeivel gazdagodva éri el a Tiszát, valamint a Csincse-patak, amely Borsod vármegye nyugati középső vidékeiről, valamint a megye délnyugati részéről gyűjti össze a felszíni vizeket.

A vízrendszer két megyét (Heves és Borsod vármegyék), három járást (Egri járás, Füzesabonyi járás és Mezőkövesdi járás) érint. A területen összesen öt város (Eger, Mezőkövesd, Füzesabony, Bélapátfalva, Mezőkeresztes és ötvennégy település található. A vízrendszer területét összesen mintegy 163200 fő mondhatja otthonának is egyben.
Összességében véve az Eger–Laskó–Csincse-vízrendszer fő vízfolyásai útjuk során közvetlenül és kiterjedt vízgyűjtő területük által közvetett módon magába gyűjtik 29 Heves vármegyei (Bátor, Bekölce, Bükkszentmárton, Mikófalva, Balaton, Demjén, Kerecsend, Mónosbél, Bélapátfalva, Szarvaskő, Felsőtárkány, Eger, Egerbocs, Egerbakta, Egerszalók, Ostoros, Novaj, Noszvaj, Andornaktálya, Nagytálya, Maklár, Szihalom, Füzesabony, Mezőtárkány, Mezőszemere, Egerfarmos, Poroszló, Újlőrincfalva, Sarud), illetve 25 Borsod-Abaúj-Zemplén vármegyei település (Egerlövő, Bogács, Répáshuta, Szomolya, Mezőkövesd, Csincse, Borsodgeszt, Bükkzsérc, Sály, Kács, Négyes, Borsodivánka, Harsány, Mezőkeresztes, Mezőnyárád, Cserépfalu, Cserépváralja, Bükkábrány, Szentistván, Tibolddaróc, Tard, Kisgyőr, Gelej, Mezőnagymihály, Vatta) felszíni vizeit.

## Az Eger-patak vízgyűjtője
A patak vízgyűjtője Heves vármegye keleti részét és Borsod vármegye nyugati, délnyugati részét foglalja magában. A patakba torkollik az Eger–Laskó–Csincse-vízrendszer legrövidebb, de legbővizübb tagja, a Csincse-patak. Az Eger-patak központi szerepet játszik a vízrendszeren belül nemcsak elhelyezkedése okán, hanem mind méretét, mind pedig vízgyűjtő területét tekintve is, hiszen a Laskó-patak vízgyűjtőjén kívül minden egyéb vízfolyás vize végül az Eger-patakba jut.
Az Eger-patak (Rima) vízgyűjtő nagyobb kisvízfolyásainak fontosabb adatai:
| Vízfolyás            | Forrás szint (m) | Torkolat szint (m) | Vízgyűjtő leg-magasabb pontja (m) | Hossz (km) | Vízgyűjtő terület (km²) | Közepes vízhozam (l/s) |
| -------------------- | ---------------- | ------------------ | --------------------------------- | ---------- | ----------------------- | ---------------------- |
| Eger-patak           | 360              | 89                 | 959                               | 87,4       | 1378,6                  | 3237                   |
| Bekölcei-patak       | 380              | 280                | 457                               | 7,0        | 21,0                    | 40                     |
| Recska-patak         | 550              | 290                | 880                               | 6,5        | 24,5                    |                        |
| Kecső-patak          | 368              | 291                | 880                               | 5,5        |                         |                        |
| Melés-patak          | 482              | 299                | 880                               | 4,0        |                         |                        |
| Villó-patak          | 330              | 250                | 454                               | 10,5       | 22,0                    | 40                     |
| Mónos-patak          | 350              | 272                | 525                               | 1,5        |                         |                        |
| Gilitka-patak        | 380              | 248                | 630                               | 8,5        | 4,7                     |                        |
| Almár-patak          | 328              | 189                | 396                               | 4,5        |                         |                        |
| Tárkányi-patak       | 275              | 180                | 959                               | 16,4       | 103,4                   | 180                    |
| Löki-patak           | 500              | 275                | 959                               | 6,5        | 9,2                     |                        |
| Tárkányi-víz         | 500              | 275                | 554                               | 4,5        | 6,6                     |                        |
| Vöröskő-patak        | 400              | 210                | 950                               | 8,0        | 29,3                    |                        |
| Hideg-patak          | 554              | 257                | 899                               | 6,8        |                         |                        |
| Peskő-völgyi-patak   | 557              | 318                | 899                               | 4,5        |                         |                        |
| Mellér-völgyi-patak  | 600              | 208                | 791                               | 8,5        | 8,6                     |                        |
| Mész-völgyi-patak    | 662              | 208                | 815                               | 9,0        |                         |                        |
| Berva-patak          | 518              | 186                | 645                               | 11,5       | 16,9                    |                        |
| Ostoros-patak        | 207              | 100                | 569                               | 30,4       | 105,6                   | 191                    |
| Novaji-patak         | 163              | 124                | 336                               | 9,0        | 33,1                    | 60                     |
| Kánya-patak          | 470              | 94                 | 950                               | 35,0       | 262,8                   | 420                    |
| Hór-patak            | 503              | 106                | 950                               | 30,5       | 151,7                   | 240                    |
| Mész-patak           | 260              | 212                | 595                               | 3,5        |                         |                        |
| Cseresznyés-patak    | 466              | 192                | 658                               | 8,0        | 9,8                     |                        |
| Szoros-patak         | 412              | 172                | 669                               | 9,5        | 16,9                    |                        |
| Kövesdi-ér           | 106              | 96                 | 111                               | 7,5        |                         |                        |
| Csincse              | 337              | 92                 | 720                               | 48,0       | 430,4                   | 1849                   |
| Geszti-patak         | 260              | 120                | 316                               | 13,0       | 27,8                    | 50                     |
| Kis-Csincse          | 207              | 105                | 224                               | 9,0        | 29,3                    | 30                     |
| Nagy-Csincse         | 337              | 95                 | 720                               | 34,2       | 145,1                   | 270                    |
| Kácsi-patak          | 230              | 95                 | 683                               | 26,0       | 170,2                   | 385                    |
| Sályi-patak          | 216              | 113                | 668                               | 19,0       | 57,2                    | 100                    |
| Réti-patak           | 305              | 112                | 377                               | 11,5       | 22,3                    | 10                     |
| Gyilkos-ér           | 110              | 95                 | 115                               | 8,0        | 18,0                    | 10                     |
| Lator-patak          | 290              | 94                 | 377                               | 28,5       | 55,5                    | 90                     |
| Cserépváraljai-patak | 212              | 142                | 325                               | 8,0        | 13,3                    | 30                     |
| Tardi-ér             | 116              | 94                 | 180                               | 11,5       | 40,7                    | 70                     |

## A Laskó-patak vízgyűjtője
A Laskó elsősorban a Heves-Borsodi-dombság déli részeinek felszíni vizeit, valamint Heves vármegye délkeleti részének kisvízfolyásait gyűjti magába, mielőtt elérné a Tisza-tavat. A patak vízgyűjtő területe a vármegye keleti részének belső területeit foglalja magában a Mátrától keleti-délkeleti irányban.
A Laskó vízgyűjtő nagyobb kisvízfolyásainak fontosabb adatai:
| Vízfolyás        | Forrás szint (m) | Torkolat szint (m) | Vízgyűjtő leg-magasabb pontja (m) | Hossz (km) | Vízgyűjtő terület (km²) | Közepes vízhozam (l/s) |
| ---------------- | ---------------- | ------------------ | --------------------------------- | ---------- | ----------------------- | ---------------------- |
| Laskó            | 350              | 89                 | 454                               | 69,2       | 367,5                   | 554                    |
| Bocsi-patak      | 290              | 240                | 405                               | 6,0        | 14,2                    |                        |
| Örvény-patak     | 270              | 196                | 395                               | 6,2        | 11,0                    |                        |
| Szóláti-patak    | 218              | 130                | 326                               | 22,0       | 40,2                    | 79                     |
| Kócs-völgy       | 190              | 165                | 302                               | 7,2        | 12,5                    |                        |
| Hamarka-csatorna | 102              | 93                 | 102                               | 9,5        |                         |                        |
| Csincsa-csatorna | 109              | 91                 | 109                               | 22,5       | 71,2                    |                        |
| Peres-csatorna   | 107              | 97                 | 110                               | 8,5        |                         |                        |
| Kalapos-csatorna | 98               | 91                 | 103                               | 12,5       |                         |                        |

## A Csincse-patak vízgyűjtője
A patak fogja össze a Bükkalja déli középső részének, illetve a Borsodi Mezőség felszínének vízfolyásait, hogy aztán azokat az Eger-patakba szállítsa. Több a hegységből a síkságra lefutó patak, illetve néhány már a hordalékkúp síkságon emelkedő kiemelkedés vízfolyásainak vize duzzasztja fel a patak vizét útja során.

## Állatvilága
A vízrendszer halfaunáját a következő 37 halfaj alkotja: amur (Ctenopharyngodon idella), amurgéb (Perccottus glenii), balin (Aspius aspius), bodorka (Rutilus rutilus), compó (Tinca tinca), csuka (Esox lucius), dévérkeszeg (Abramis brama), domolykó (Leuciscus cephalus), ezüstkárász (Carassius gibelio), fekete törpeharcsa (Ameiurus melas), fenékjáró küllő* (Gobio gobio), folyami géb (Neogobius fluvatilis), sügér (Perca fluviatilis), halványfoltú küllő (Gobio albipinnatus), harcsa (Silurus glanis), jászkeszeg (Leuciscus idus), karikakeszeg (Abramis bjoerkna), kövi csík (Barbatula barbatula), küsz (Alburnus alburnus), lapos keszeg (Ballerus ballerus), naphal (Lepomis gibbosus), ponty (Cyprinus carpio), razbóra* (Pseudorasbora parva), réti csík (Misgurnus fossilis), sebes pisztráng* (Salmo trutta m fario), selymes durbincs (Gymnocephalus schraester), sujtásos küsz* (Alburnoides bipunctatus), süllő (Sander lucioperca), széles durbincs (Gymnocephalus baloni), széles kárász (Carassius carassius), szilvaorrú keszeg (Vimba vimba), szivárványos ökle (Rhodeus amarus), tarka géb (Proterorhinus marmoratus), tiszai küllő (Gobio carpathicus), vágó csík (Cobitis elongatoides), vágó durbincs (Gymnocephalus cernua), vörösszárnyú keszeg (Scardinius erythrophthalmus). A csillaggal megjelölt halfajták korábban éltek a vízrendszer területén, ám napjainkban már nem megtalálhatóak.

## Állóvizek a vízrendszer területén
Az Eger–Laskó–Csincse-vízrendszer által érintett területen számos helyen víztározókat hoztak létre a hegységből lefutó patakokon. Egerszalóktól északra található a Laskóvölgyi-víztározó, Felsőtárkány keleti részén a Tárkányi-patakon található tó, Ostorostól északra az Ostoros-patakon található az Ostorosi-víztározó, Mezőkövesd belvárosában található a Kavicsos-tó, a Szoros-patakon Bogácstól északra található a Szoros-pataki-víztározó, a Cseresznyés-patakon Cserépfalutól délnyugatra alakítottak ki víztározót, Mezőkövesd és Bogács közt található a Hór-völgye-víztározó, Szihalom és Füzesabony közt, valamint Füzesabony nyugati határában több kavicsbányában alakult ki tó. A Csincse-patakon Gelejnél (156 ha) és Harsánynál létesült víztároló. A Kácsi-patak vízrendszerében a Sályi -patakon épült jelentősebb víztározó Bükkábrány és Sály között.

## Környezetvédelem
A vízrendszer két fontos és a környezetvédelem szempontjából kiemelkedő jelentőségű természetvédelmi terület közé ékelődik be. Észak-északkelet felől a Bükki Nemzeti Park területe és a nemzeti park igazgatóságának működési körébe tartozó kisebb, mozaikszerűen elterülő természetvédelmi területek, valamint dél-délkelet felől a Hortobágyi Nemzeti Park területe és a nemzeti park igazgatóságának működési körébe tartozó területek kisebb, szigetszerűen elszórt természetvédelem alatt álló területek alkotják a helyi, országos és európai jelentőségű környezetvédelmi térségek fő gócpontjait. A két nemzeti parkon kívül jelentősebb kiterjedéssel bír még a Hevesi Füves Puszták Tájvédelmi Körzet, a Borsodi Mezőség Tájvédelmi Körzet és a Tisza-tavi madárrezervátum is.

## Közlekedés
A térséget fontos kelet–nyugati irányú tranzitútvonalak keresztezik. A vasúti áruszállítás és személyszállítás jelentős része a Hatvan–Miskolc–Szerencs–Sátoraljaújhely-vasútvonal zajlik. A közúti közlekedés gerincét a terület középső részét merőlegesen átszelő M3-as autópálya és a 3-as főút alkotják. A 25-ös főút, a 31-es főút és a 33-as főút szintén fontos szerepet játszanak a közúti forgalom lebonyolításában. A közlekedési útvonalak csomópontjában helyezkedik el Füzesabony és Mezőkövesd.